# Modern Toilet Restaurant
 (octobre 2019).
 (octobre 2019).
Modern Toilet Restaurant est une chaîne de restaurants inspirée par le sujet des toilettes, basée à Taïwan, avec plusieurs succursales à travers l'Asie.

## Description
Le restaurant typique comporte 260 mètres carrés et trois étages. Son concept se fonde sur l'usage d'articles trouvés habituellement dans des toilettes ou des salles de bains. Les murs sont recouverts de tuiles à carreaux et sont ornés de pommeaux de douche, tandis que des plongeurs pendent du plafond avec des lumières en forme d'excréments. Les chaises sont des cuvettes de toilette (qui ne se soulèvent pas), les plats sont servis sur des cuvettes de toilette miniatures en plastique, et les boissons sont offertes dans des urinoirs miniatures[réf. souhaitée]. 
Le propriétaire Wang Tzi-Wei a ouvert le Modern Toilet Restaurant après le succès de son premier magasin, qui vendait des tourbillons de crème glacée servis dans des mini toilettes. Il n'est pas rare pour Taïwan d'accueillir des restaurants avec des thèmes étranges[réf. nécessaire][Interprétation personnelle ?]. Par exemple, il est également possible de se retrouver dans des répliques de prisons ou d'hôpitaux.
L'idée a germé dans la tête du fondateur alors qu'il était lui-même sur les toilettes et qu'il lisait Dr Slump, un manga. 